# Vorklärbecken
Ein Vorklärbecken ist ein Teil der mechanischen Vorreinigung einer Kläranlage.

## Funktion
Das Abwasser gelangt über Rechen, Sand- und Fettfang (sofern vorhanden) in ein Absetzbecken, in dem eine mechanische Reinigung stattfindet. Damit sich ungelöste, organische Stoffe oder auch grobe Stoffe und weitere anorganische Stoffe absetzen, die beim Rechen nicht gefiltert wurden, wird das Abwasser mit geringer Fließgeschwindigkeit durch das Becken geleitet. Dazu wird die Fließgeschwindigkeit durch eine entsprechende Bauform des Beckens reduziert. Sie beträgt je nach Belastung der Kläranlage (Trocken- oder Regenwetter) etwa 1,5 cm/s.
Durch einen Räumer, bei rechteckigen Becken zum Beispiel einem Kettenräumer, wird der Vorklärschlamm (Primärschlamm) in die Schlammabzugstrichter des Vorklärbeckens geschoben und von dort aus mit Frischschlammpumpen zur mechanischen Voreindickung gepumpt. Hier wird der Primärschlamm gemeinsam mit dem Überschussschlamm aus der Belebung unter Zugabe von Flockungshilfsmitteln auf einen TS-Gehalt von etwa 5 % eingedickt. Anschließend gelangt der dabei entstehende Rohschlamm in den Faulturm, wo durch anaerobe Prozesse ein Abbau organischer Substanz stattfindet. Das Abwasser aus dem Vorklärbecken fließt meist im freien Gefälle in das Belebtschlammbecken.

## Bauform
Es gibt Längs- und Rundbecken. Die rechteckigen Längsbecken werden der Länge nach vom Abwasser durchflossen, bei den Rundbecken wird das Abwasser von der Mitte zum Rand geleitet.
Eine neue Technologie in diesem Bereich ist der Extremseparator. Ein zylindrisch/konischer Behälter enthält einen angepassten Diffusor der für eine schnelle und präzise Trennung von Wasser und Feststoffen sorgt. Der Extremseparator benötigt weniger als 1/10 der Grundfläche eines klassischen Absetzbeckens und ist zum Patent angemeldet.
Weiterhin sind mittlerweile auch andere kompakte Technologien wie die Polstofffiltration als Ersatz oder Ergänzung zu klassischen Vorklärbecken im Einsatz.

## Kohlenstoff zu Stickstoff Verhältnis
Moderne Kläranlagen mit Stickstoffelemination verzichten oft so weit es geht auf eine klassische Vorklärung. Es wird in ihr auch ein Teil des leicht abbaubaren CSB abgebaut, der später in der Denitrifikation benötigt wird. Entsprechend muss er, bei einem unausgewogenen Kohlenstoff zu Stickstoff Verhältnis, nachdosiert werden, was die Kosten steigert.